# Alexandr Gukov
Alexandr Gukov (en ruso: Александр Гуков; en bielorruso: Аляксандр Гукаў, Aliaxandr Hukau; Minsk, URSS, 18 de marzo de 1972) es un deportista bielorruso que compitió en natación, especialista en el estilo braza.
Ganó una medalla de oro en el Campeonato Mundial de Natación en Piscina Corta de 1997, dos medallas de oro en el Campeonato Europeo de Natación de 1997 y dos medallas en el Campeonato Europeo de Natación en Piscina Corta de 1996.
Participó en dos Juegos Olímpicos de Verano, ocupando el vigesimoprimer lugar en Atlanta 1996 y el vigesimosegundo en Sídney 2000, en la prueba de 200 m braza.

## Palmarés internacional
| Campeonato Mundial en Piscina Corta | Campeonato Mundial en Piscina Corta | Campeonato Mundial en Piscina Corta | Campeonato Mundial en Piscina Corta |
| Año                                 | Lugar                               | Medalla                             | Prueba                              |
| Campeonato Mundial en Piscina Corta | Campeonato Mundial en Piscina Corta | Campeonato Mundial en Piscina Corta | Campeonato Mundial en Piscina Corta |
| Año                                 | Lugar                               | Medalla                             | Prueba                              |
| ----------------------------------- | ----------------------------------- | ----------------------------------- | ----------------------------------- |
| 1997                                | Gotemburgo (Suecia)                 | Medalla de oro                      | 200 m braza                         |
| Campeonato Europeo                  |                                     |                                     |                                     |
| Año                                 | Lugar                               | Medalla                             | Prueba                              |
| 1997                                | Sevilla (España)                    | Medalla de oro                      | 100 m braza                         |
| 1997                                | Sevilla (España)                    | Medalla de oro                      | 200 m braza                         |
| Campeonato Europeo en Piscina Corta |                                     |                                     |                                     |
| Año                                 | Lugar                               | Medalla                             | Prueba                              |
| 1996                                | Rostock (Alemania)                  | Medalla de oro                      | 200 m braza                         |
| 1996                                | Rostock (Alemania)                  | Medalla de bronce                   | 100 m braza                         |